# The Ghost Note Symphonies, Vol. 1
The Ghost Note Symphonies, Vol. 1 es el segundo álbum recopilatorio de la banda estadounidense de hardcore punk Rise Against. Fue lanzado el 27 de julio de 2018. El álbum presenta versiones reinventadas de canciones de Rise Against lanzadas anteriormente, con orquestación acústica e instrumentación alternativa.
Rise Against canciones grabadas para The Ghost Note Symphonies, Vol. 1 en Blasting Room en Fort Collins, Colorado, con los productores Bill Stevenson y Jason Livermore. Para promocionar el álbum, la banda lanzó una interpretación acústica de su canción de 2017, "House on Fire" el 18 de mayo.
El 8 de junio la banda lanzó una versión acústica de Like the Angel, promovida por el videoclip relacionado. El 13 de julio, se lanzó una interpretación acústica de la canción Voices Off Camera. La versión original de esta canción también es parte del álbum Revolutions per Minute y fue anunciada a través de un avance de video en la página de Facebook de la banda.

## Antecedentes
En una entrevista de 2018 con HMV, el cantante Tim McIlrath señaló cómo los fanáticos de Rise Against habían estado pidiendo un álbum acústico durante varios años, y aunque la banda consideró grabar uno, no tenían suficiente tiempo en su agenda para grabar uno correctamente. Después del lanzamiento de Wolves en junio de 2017, los miembros de la banda tuvieron algo de tiempo libre para grabar material nuevo y decidieron grabar un par de bonus tracks acústicos. Rise Against reservó una sesión de doce días en Blasting Room con los productores Bill Stevenson y Jason Livermore.

## Lista de canciones
| N.º | Título              | Duración |  |
| 1.  | «The Violence»      | 4:20     |  |
| 2.  | «Audience of One»   | 4:08     |  |
| 3.  | «Faint Resemblance» | 2:22     |  |
| 4.  | «House on Fire»     | 3:24     |  |
| 5.  | «Like the Angel»    | 3:15     |  |
| 6.  | «Miracle»           | 4:02     |  |
| 7.  | «Savior»            | 4:54     |  |
| 8.  | «Wait for Me»       | 3:51     |  |
| 9.  | «Far from Perfect»  | 3:53     |  |
| 10. | «Voices Off Camera» | 3:01     |  |

## Posicionamiento en lista
| Lista (2018)                       | Posiciones |
| ---------------------------------- | ---------- |
| Alemania (Offizielle Top 100)      | 9          |
| Australian Albums (ARIA)           | 72         |
| Austria (Ö3 Austria)               | 29         |
| Bélgica (Ultratop flamenca)        | 66         |
| Canadá (Billboard Canadian Albums) | 22         |
| Escocia (Scottish Albums Chart)    | 86         |
| Suiza (Schweizer Hitparade)        | 39         |
| Estados Unidos (Billboard 200)     | 55         |

## Créditos
Rise Against
- Tim McIlrath – voz, guitarra rítmica
- Joe Principe – bajo, coros
- Brandon Barnes – batería, percusión
- Zach Blair – guitarra líder, coros